# Otolejeunea schmidii
Otolejeunea schmidii là một loài Rêu trong họ Lejeuneaceae. Loài này được (Tixier) Grolle mô tả khoa học đầu tiên năm 1985.